# Obîhodî, Korosten
Obîhodî (în ucraineană Обиходи) este localitatea de reședință a comunei Obîhodî din raionul Korosten, regiunea Jîtomîr, Ucraina.

## Demografie
Componența lingvistică a localității Obîhodî
     Ucraineană (95,65%)
     Română (2,61%)
     Rusă (1,3%)
     Alte limbi (0,43%)
Conform recensământului din 2001, majoritatea populației localității Obîhodî era vorbitoare de ucraineană (95,65%), existând în minoritate și vorbitori de română (2,61%) și rusă (1,3%).